# Красавицата и пекарят
„Красавицата и пекарят“ (на английски: The Baker and the Beauty) е американски романтичен трагикомичен сериал, разработен от Дийн Джорджарис, излъчва се по Ей Би Си на 13 април 2020 г. Сериалът е адаптация на едноименния израелски романтично-комедиен сериал. Оригиналната версия се класира като една от най-високо оценените сериали в историята в Израел, а епизодите са излъчени в „Амазон Прайм Видео“. Американската версия е разработена и продуцирана от Дийн Георгарис, Беки Хартман Едуардс, Дейвид Франкел, Ави Нир, Алон Щруцман, Питър Траугот, Аси Азар и Рейчъл Каплан за „Юнивърсъл Телевижън“. На 1 юни 2020 г., сериалът е спрян след само един сезон.

## „Красавицата и пекарят“ в България
В България сериалът е излъчен по Фокс Лайф на 12 октомври 2020 г., всеки понеделник от 22:00 ч. На 24 ноември 2021 г. започва повторение на сериала с разписание епизод всеки понеделник и вторник от 21:00 с повторение на следващия ден от 13:20, като първите три епизода са излъчени във вторник, сряда и четвъртък вместо понеделник и вторник. Дублажът е на Андарта Студио. Ролите се озвучават от Росица Александрова, Здрава Каменова, Георги Георгиев-Гого, Росен Русев и Васил Бинев.